# محتوای تولیدی کاربران
محتوای تولیدی کاربران (مخفف انگلیسی: UGC) یا محتوای تولید کاربر این‌گونه تعریف می‌شود: «هر شکلی از محتوا شامل مطالب وبلاگ‌ها ویکی‌ها، بحث‌های گروهی، پست‌ها، فایل‌های صوتی و تصویری، تصاویر دیجیتالی و سایر اشکال رسانه که توسط کاربران یک سیستم آنلاین ایجاد می‌شود و اغلب از طریق وب سایت‌های اجتماعی در دسترس قرار می‌گیرد». این کار در طول سال ۲۰۰۵ میلادی به شکل گسترده‌ای انجام شد و در وب‌سایت‌ها و همین‌طور تشکل‌های تولید محتوا در رسانه‌های نوین گسترش یافت. این شیوه از ایجاد محتوا در حوزه‌های مختلف از جمله پردازش مسئله و خبر و پژوهش کاربرد دارد و نشان‌دهنده گسترش تولی رسانه از طریق فناوری‌های جدید است که برای عموم مقرون به صرفه و در دسترس می‌باشد. علاوه بر فناوری‌های جدیدی که بیان شد محتوای تولید شده توسط کاربر ممکن است که ترکیبی از منابع آزاد نرم‌افزارهای رایگان و قوانین انعطاف‌پذیر یا موافقت‌های مرتبط به منظور کاهش بیشتر موانع همکاری را استفاده نماید. مهارت‌سازی و کشف محتوای تولیدی کاربران در دهه اخیر محبوبیت خاصی یافته چراکه هر روز کاربران بیشتری به رسانه‌های اجتماعی و وب‌سایت‌های محتوامحور می‌پیوندند.
در بیشتر موارد محتوای تولیدی کاربران تنها بخشی از یک وب سایت را در بر می‌گیرد. به عنوان مثال وب سایت‌های بسیاری وجود دارند که محتوای آنان را مسئولان آماده می‌کنند اما بررسی‌های متعدد کاربران از اجناس فروخته شده توسط کاربران وب سایت ثبت می‌شود.
محتوای تولید کاربر اغلب توسط مسئولین وب سایت‌ها به شکل کلی یا جزئی بررسی می‌شود تا از وجود محتوای موهن تخلفات حق کپی یا فقط مرتبط بودن مطلب با غالب کلی سایت اطمینان حاصل شود.
اما اغلب برای این‌گونه محتوا یا اصلاً بهایی در نظر گرفته نمی‌شود یا اینکه مقدار آن بسیار ناچیز است. در نتیجه مراکز داده در جهان هم‌اکنون مملو از یو جی سی‌های فراوان است که علاوه بر ایجاد دارایی بسیار ممکن است در بر دارنده داده‌های باشند که توسط بعضی بدیهی فرض می‌شوند. دانشگاه ایلینوی در تحقیقی این نتیجه را گرفت که یک سوم از تمام محتوای تولیدی کاربران جهان چه با هدف تقویت وچه با هدف بدنام کردن یک محصول تقلبی هستند.

## ملزومات کلی
ظهور محتوای ایجاد شده توسط کاربر نوعی تغییر درکارکرد سازمان‌های رسانه‌ای ایجاد کرد و آن فراهم آوردن امکانات برای آماتورها به منظور نشر محتوای خودشان به جای ایجاد محتوای آنلاین بود.
محتوای ایجاد شده توسط کاربر به عنوان رسانه شهروند نیز شهرت دارد که در تضاد با رسانه بسته‌بندی شده قرن گذشته می‌باشد. رسانه شهروند بر اساس نظر مخاطب و پوشش خبری می‌باشد. افراد نظرات و داستان‌های خود را به شکل فایل‌های صوتی وتصویری ایجاد شده توسط کاربر به اشتراک می‌گذارند. مورد اول پروسه‌ای دو طرفه است که در تضاد با پروسهٔ یک طرفه دومی است. رسانه دو طرفه یا محاوره‌ای ویژگی اصلی وب دو (Web 2.0) می‌باشد که فرد را تشویق به انتشار محتوای خود و اظهار نظر بر محتوای دیگران می‌کند؛ بنابراین از زمان ایجاد رسانه جدید نقش مخاطب غیرفعال تغییر کرده و تعداد بی‌شماری از کاربران فعال در این حوزه از فرصت تعامل به خصوص در فضای اینترنت استفاده کرده و به ایجاد محتوای مستقل خود دست بزنند. آزمایش‌های مردمی باعث ایجاد نوآوری‌هایی در صدا و هنرمندان و تکنیک‌ها شدند که در رسانه‌های اصلی و مهم استفاده می‌شوند. امروزه مخاطبین خلاق و فعال با رسانه‌های نسبتاً در دسترس ابزارها و برنامه‌های زیاد در حال ازدیاد می‌باشند که فرهنگش مخاطبین جهانی و رسانه‌های جمعی را تحت تأثیر قرار داده‌است.
او ای سی دی سه مکتب کلی را برای یو جی سی تعریف می‌کند:
یک: الزامات انتشار: در حالی که یو جی سی می‌تواند توسط یک کاربر تولید شود و هرگز در جای خاصی انتشار نیابد در این‌جا تمرکز ما بر کارهایی است که جایی منتشر شده‌اند و در وب سایتی در دسترس همه افراد یا گروه خاصی از افراد (مثل دانشجویان یک دانشگاه) قرار می‌گیرد. این راهی مفید برای حذف کردن ایمیل‌ها و پیام‌های سریع دو طرفه می‌باشد.
دو: تلاش خلاقانه به معنای ایجاد یک کار جدید یا تغییر یک کار موجود برای ساخت یک اثر جدید می‌باشد بدین معنا که فرد باید ویژگی جدید منحصر به خود را به کار بیفزاید. یو جی سی اغلب یک شاخصه همکار گونه برای تلاش خلاقانه است مشابه با وب سایت‌هایی که در آن کاربران می‌توانند به شکل تعاملی به تصحیح و تغییر بپردازند. به عنوان مثال کپی کردن بخشی از یک برنامه تلویزیونی و بارگذاری آن بر روی یک وبسایت اشتراک‌گذاری ویدئو نمی‌تواند یو جی سی فرض شود. اما اگر کاربر اقدام به بارگذاری عکس‌های خود کرده یا نظراتش را در یک وبلاگ بنویسد یا اقدام به ایجاد ویدئو موسیقی جدیدی کند آن را یو جی سی می‌نامیم. اما تعریف حداقل میزان تلاش خلاقانه بسیار مشکل و وابسته به موقعیت است.
سه: ایجاد محتوا خارج از نرم‌های حرفه‌ای: محتوای ایجاد شده توسط کاربر معمولاً خارج از ضوابط حرفه‌ای ایجاد می‌شود. این نوع محتوا معمولاً بازار رسمی و تجاری خاصی ندارد. حتی در بسیاری از موارد ممکن است یو جی سی توسط افراد غیر حرفه‌ای که انتظار درآمد و شهرت را ندارند نیز انجام شود. عوامل بر انگیزاننده عبارتند از: به دست آوردن میزانی از شهرت یا پرستیژ و میل زیاد به اظهار عقاید شخصی.
امروزه همه نوع برند مشتاق ورود به یو جی سی و شبکه‌های اجتماعی هستند. اما اقدام کور کورانه و بدون هدف ممکن است که به تجربه‌ای غیر رضایت بخش منجر شود. خیلی از شرکت‌ها ممکن است که از شما بخواهند نظرات خود را خیلی راحت و آزادانه در صفحه‌ای از فیسبوک بیان کنید. اگر کاربر نظری دهد که عموم را از آن کالا دور کند این اقدام می‌تواند اقدامی نابودکننده باشد؛ بنابراین مثل هر محیط دیگری در درجه اول مهم این است که بدانید کجا می‌روید و چطور می‌شود به آنجا رسید.
کپی کردن از سایر فایل‌ها نیز می‌تواند نوعی محتوای ایجاد شده توسط کاربر در نظر گرفته شود. عمل کپی کردن یک کار به خودی خود یک اقدام انگیزشی برای کاربر است و سلیقه وی را نیز نشان می‌دهد. Digg.com, StumbleUpon.com, and leaptag.com از جمله وب سایت‌هایی هستند که در آن‌ها چنین لینک‌هایی را می‌توان یافت. اوج این لینک سازی‌ها به خوبی سلیقه فرد را در جامعه نشان می‌دهد و او را فردی منحصر به فرد می‌سازد.

### اتخاذ و شناخت توسط رسانه جمعی
BBC یک تیم محتوای ایجاد شده توسط کاربر را به عنوان رهبر با ۳ کارمند در آوریل ۲۰۰۵ ایجاد کرد. در آستانه بمب‌گذاری‌های لندن در ۷ ژوئیه ۲۰۰۵ و آتش‌سوزی مخزن نفت بونسفیلد، تیم دائمی گردید و توسعه یافت که نشان از ورود جریان ژورنالیست شهروندی داشت. بعد از فاجعه بونسفیلد BBC بیش از ۵۰۰۰ تصویر از بینندگان دریافت کرد. BBC طبیعتاً بابت محتوای تولید شده توسط بینندگان بهایی پرداخت نمی‌کند.
در 2006 CNN پروژه CNN iReport را بر پا کرد که برای انتقال محتوای خبری تولید شده توسط کاربران به CNN طراحی شده بود. رقیب آن، شبکه فاکس نیوز هم پروژه خود را با عنوان uReport آغاز کرد تا اخبار تولید شده توسط کاربران را دریافت کند. این نمونه‌ای از سازمان‌های مهم خبری تلویزیون در ۲۰۰۵–۲۰۰۶ بود که خصوصاً در پی بمب‌گذاری‌های ۷ ژوئیه لندن پی بردند ژورنالیسم شهروندی اکنون می‌تواند بخش مهمی از اخبار صدا و سیما باشد. به عنوان مثال Sky News مرتباً از بینندگان درخواست عکس و فیلم می‌کند.
محتوای تولید شده توسط کاربر در «شخص سال» مجله Time 2006 ظاهر شد که در آن شخص سال «شما» بود یعنی همه افرادی که در رسانه تولید شده توسط کاربر مثل You Tube و ویکی‌پدیا نقش داشتند.

### انگیزه و مشوق‌ها
در حالی که سود حاصل از محتوای تولید شده توسط کاربر برای میزبان محتوا مشخص است اما سود شرکت‌کننده کمی مبهم است. تئوری‌های مختلفی در پس انگیزه شرکت در محتوای تولید شده توسط کاربر وجود دارد از انگیزه‌های نوع دوستانه گرفته تا انگیزه‌های اجتماعی و مادی‌گرایانه. به علت ارزش زیاد محتوای تولید شده توسط کاربر بسیاری از سایت‌ها از مشوق‌هایی برای ترغیب افراد بهره می‌برند. این مشوق‌ها را می‌توان کلاً به مشوق‌های ضمنی و شفاف تقسیم‌بندی کرد.
1. مشوق‌های ضمنی: این مشوق‌ها پایه و اساس ملموس ندارند. نمونه آن مشوق‌های اجتماعی است. این مشوق‌ها به کاربر امکان می‌دهند به عنوان عضو فعالی از اجتماع حس خوبی داشته باشد و می‌توانند شامل رابطه بین کاربران شوند مثل دوستان فیسبوک یا توییتر. مشوق‌های اجتماعی توانایی برای ارتباط کاربران با دیگران هم می‌شوند همان‌طور که در سایت‌های مذکور و سایتهایی مثل You Tube مشاهده می‌شود که به کاربران امکان می‌دهند رسانه را از زندگی خود با دیگران به اشتراک بگذارند. مشوق‌های اجتماعی دیگر موقعیت، نشان یا سطوح در سایت هستند، چیزی که کاربر با رسیدن به سطح مشخصی از مشارکت به دست می‌آورد. Yahoo Answers نمونه‌ای از این نوع مشوق اجتماعی است. مشوق‌های اجتماعی هزینه ناچیزی برای سایت میزبان دارند و رشد قابل ملاحظه‌ای در پی دارند. اما ماهیت آن‌ها برای عمل کردن مستلزم تعداد قابل توجهی اجتماع می‌باشد.
2. مشوق‌های شفاف: این مشوق‌ها به پاداش‌های ملموس گفته می‌شوند. به عنوان نمونه پرداخت مالی، ورود به مسابقه، کوپن و غیره. مشوق‌های شفاف سرراست به راحتی توسط اکثریت قابل درک هستند و صرف نظر از اندازه اجتماع ارزش بلافصل دارند. سایت‌هایی مثل فروشگاه اینترنتی کانادا Wishabi و Amazon Mechanical Turk از این نوع مشوق مالی استفاده می‌کنند تا کاربران را به مشارکت ترغیب کنند. مشکل مشوق‌های شفاف این است که ممکن است کاربر را به سوی توجیه افراطی سوق دهند و تنها عامل شرکت افراد را مشوق شفاف قلمداد کنند. این امر تأثیر انگیزه اجتماعی و نوع دوستانه را کاهش می‌دهد و حفظ دراز مدت شرکت کنندگان را برای میزبان محتوا پرهزینه می‌سازد.

## انواع محتوای تولیدی کاربران
انواع زیادی از محتوای تولید شده توسط کاربر وجود دارد: فورم‌های اینترنتی که در آن افراد دربارهٔ موضوعات مختلف صحبت می‌کنند. بلاگ‌ها سرویس‌هایی هستند که کاربران می‌توانند دربارهٔ موضوعات زیادی پست کنند. مهم‌ترین سرویس‌های بلاگ Blogger, Tumblr و WordPress هستند. این‌ها هم ویکی هستند و هر کاربر ناشناسی می‌تواند ویرایش یا اصلاح بر آن‌ها اعمال کند. نوع دیگر محتوای تولید شده توسط کاربر سایت‌های شبکه‌های اجتماعی مثل فیسبوک، توییتر، اینستاگرام یا ویکی VK هستند که در آن‌ها کاربران با افراد دیگر چت می‌کنند، پیام می‌نویسند یا تصویر و لینک پست می‌کنند.
انواع دیگر این محتوا Fanfiction هستند مثل FanFiction.Net. هنری هستند مثل سایت‌های اشتراک فیلم و تصویر مثل پیکاسا و فلیکر. سایت‌های مرور مشتری هستند. شبکه‌های اجتماعی صوتی مثل SoundCloud هستند. تأمین مالی جمعی هستند مثل Kickstarter. یا منبع یابی جمعی هستند.
بازی‌های ویدئویی شکل دیگری از محتوای تولید شده توسط کاربر دارند. برخی از بازی‌ها به همراه برنامه‌های ویرایشگر سطح می‌آیند تا در ساخت به آن‌ها کمک کنند. خیلی از این‌ها فقط در بازی‌های یک‌نفره ظاهر می‌شوند اما برخی بازی‌های چند نفره هم آن‌ها را شامل می‌شوند. یک استفاده محبوب UGC شامل همکاری بین یک برند و یک کاربر می‌باشد؛ مثلاً ویدئوهای Elf Yourself توسطه Christmas jib jab هر سال هنگام کریسمس منتشر می‌شود. این وب سایت به افراد امکان می‌دهد از تصاویر دوستان و خانواده برای ساختن یک فیلم تعطیلات در اینترنت استفاده کنند.

## الگوهای تجاری جدید
شرکت‌های رسانه‌ای امروزه دریافته‌اند که خود کاربران می‌توانند مطالب جالب بسیاری تولید کنند. بسیاری از شرکت‌های نوپا در صنعت رسانه مثل YouTube و فیسبوک افزایش تقاضای UGC را پیش‌بینی کرده‌اند در حالی که شرکت‌های جا افتاده رسانه‌ای برای بهره‌برداری از این نوع فرصت‌ها زمان بیشتری انتظار کشیده‌اند.
برندهای کوچک و بزرگ تلاش می‌کنند مشتری‌ها را به وب سایت‌های غنی از تجارب اجتماعی مثل اشتراک عکس و فیلم که شبکه‌هایی مثل اینستاگرام و و این را محبوب کرده برگردانند. درک تقاضا برای UGC بیشتر شبیه خلق زمین بازی برای تماشاچیان است تا خلق مطلب برای استفاده آنها.

## انتقاد
اصطلاح «محتوای تولید شده توسط کاربر» مورد انتقاد هم قرار گرفته‌است. انتقادات مطرح شده تاکنون مسائل عدالت، تساوی، حریم خصوصی، موجودیت پایدار کار و تلاش خلاقانه میان مسائل حقوقی مثل حق کپی رایت و غیره را دربرداشته‌است.
برخی مفسران ادعا می‌کنند که اصطلاح «کاربر» متضمن تمایز بین انواع مختلف «ناشران» می‌باشد که در ان اصطلاح «کاربران» منحصراً برای مشخص نمودن ناشرانی که در مقیاس بسیار کوچک‌تری فعالیت می‌کنند یا به‌طور رایگان کار می‌کنند به کار می‌رود. این طبقه‌بندی باعث برقراری تمایز ناعادلانه می‌شود که بنا بر عقیده برخی به علت رواج و دسترس‌پذیری ابزار تولید و نشر رو به زوال است.
گاهی آثار خلاقانه افراد از بین می‌رود چون با بسته شدن یک سرویس وب سایت محتوای تولیدی کاربران (UGC) راه‌های محدودی برای حفظ آثار وجود می‌ماند. یک نمونه بسته شدن بازی آنلاین VMK دیسنی است. این بازی مثل بیشتر بازی‌ها ایتم‌هایی دارد که بین کاربران مبادله می‌شود. بسیاری از این ایتم‌ها در بازی کمیاب هستند. کاربران با استفاده از این ایتم‌ها اتاق‌ها و آواتارهای خود را خلق می‌کنند. این سایت در ساعت ۱۰ صبح ۲۱ مه ۲۰۰۸ بسته شد. راه‌هایی برای حفظ اصل و اساس وجود دارد حداقل برای حفظ تمامیت چنین کاری ان هم از طریق کپی کردن متن و رسانه از طریق کاربران به اپلیکیشن‌ها و کامپیوترهای شخصی. قبل از ظهور وب آثار شخصی به راحتی از بین می‌رفتند مگر این که افراد راه‌هایی برای حفظ آن‌ها در مجموعه‌های شخصی پیدا می‌کردند. انتقاد دیگر بر آرایش گسترده محصول تولید شده توسط کاربر و مرورهای سرویس وارد است که گاهی ممکن است برای مشتری‌های وب گمراه‌کننده باشد. تحقیقی توسط دانشگاه کرنل نشان داد که ۱ تا ۶ درصد مرورهای هتل آنلاین مثبت تولید شده توسط کاربر جعلی هستند.
تولید محتوا همچنان در حال رشد است و مصرف محتوا ناشی از رشد موبایل و وسایل دیگر هم در حال رشد و گسترش است. علاج کار نیروی محرکی است که محتوای ویدئویی مرتبط با محیط فراهم کند.

## مسائل حقوقی
امکان پذیرش محتوای تولید شده توسط کاربر در سرویس‌ها مشکلات حقوقی هم به بار می‌آورد: بسته به قوانین محلی اپراتور یک سرویس ممکن است مسئول اعمال کاربران خود باشد. در آمریکا معافیت‌های "بخش ۲۳۰" قانون سلامت روابط تصریح می‌کند که "هیچ فراهم‌کننده یا کاربر یک سرویس کامپیوتری تعاملی نباید به عنوان ناشر یا سخنگوی اطلاعات فراهم شده توسط فراهم‌کننده محتوای اطلاعات تلقی شود". این شرط مصونیت عمومی برای وب سایت‌هایی فراهم می‌کند که میزبان محتوای تولید شده توسط کاربر هستند هر چند می‌دانند محتوای کاربران مضر، فریبنده یا توهین‌آمیز است و در عین حال چنین محتوای را منتشر می‌کنند.
قوانین کپی رایت هم عاملی در رابطه با محتوای تولید شده توسط کاربر است چرا که کاربران ممکن است از چنین خدماتی برای آپلود کردن آثار و به خصوص فیلم استفاده کنند در حالی که حق انتشار و توزیع ان ندارند. استفاده از این مطالب تحت قوانین "کاربرد منصفانه" محلی قرار دارد. قوانین محلی در رابطه با فرد مسئول هم متفاوت می‌باشد. در آمریکا قانون OCILA شرایط مصونیت برای فراهم کنندگان سرویس آنلاین ایجاد می‌کند که برای کاربران مصونیت از پاسخگویی ثانویه در رابطه با تخلفات کپی رایت اعطا می‌کند. البته برای برخورداری از قانون مصونیت، سرویس باید فوراً دسترسی به مطالب تخلف شده را به محض دریافت اخطار از صاحب کپی رایت محو کند و فراهم‌کننده سرویس باید واقعاً از تخلفات سرویس نااگاه باشد. رویکرد اتحادیه اروپا این است که مسائل مسئولیت‌های مجرمانه و مدنی تحت Electronic Commerce Directive بررسی شود. بخش ۴ به مسئولیت‌پذیری ISP هنگام انجام خدمات "ناشر غیرانتفاعی صرف"، خدمات ذخیره‌سازی و میزبانی وب می‌پردازد.